# Франческо Бурбон-Сицилийский
Франческо Бурбон-Сицилийский (итал. Francesco di Borbone-Due Sicilie), или Франческо ди Паола Луиджи Эмануэле, принц Бурбон-Сицилийский (итал. Francesco di Paola Luigi Emanuele, principe di Borbone delle Due Sicilie; 13 августа 1827 года, Неаполь, Королевство Обеих Сицилий — 24 сентября 1892 года, Париж, Франция) — граф ди Трапани, сын Франческо I, короля Обеих Сицилий и Марии Изабеллы Испанской, муж Марии Изабеллы Австрийской.

## Биография
Франческо Бурбон-Сицилийский родился в Неаполе 13 августа 1827 года. Он был младшим сыном Франческо I, короля Обеих Сицилий от его второй жены, инфанты Марии Изабеллы Испанской, дочери Карла IV, короля Испании и Марии Луизы Пармской. Приходился сводным братом Марии Каролине, герцогине Берийской и родным братом Луизе Карлотте, герцогине Кадисской, Марие Кристине, королеве Испании, Фердинандо II, королю Обеих Сицилий, Карлу Фердинанду, принцу Капуанскому, Леопольду, графу Сиракузскому, Марие Антонии, Великой герцогине Тосканской, Антонио, графу Лечче, Марие Амалии, инфанте Испании и Португалии, Марие Каролине, графине Монтемолин, Терезе Кристине, императрице Бразилии и Луиджи, графу Акуилы.
Во время Второй войны за независимость Италии Франческо Бурбон-Сицилийский был одним из главных противников генерала Джузеппе Сальваторе Пьянелль, которого обвинил в пособничестве движению Рисорджименто и симпатиях к Савойскому дому.
21 октября 1845 года был награждён орденом Св. Андрея Первозванного.
После падения Королевства Обеих Сицилий в 1861 году вместе со всей королевской семьёй он отправился в изгнание. В начале, жил в Риме, где члены Бурбон-Сицилийского дома находились под защитой Папы Пия IX. Когда же Папская область была захвачена Витторио Эмануэле II, королём Италии, члены Бурбон-Сицилийского дома бежали во Францию.
Франческо Бурбон-Сицилийский был рыцарем Королевского и Славного Ордена Святого Януария, кавалером Большого креста Королевского Ордена Святого Фердинанда за заслуги, кавалером Большого креста Королевского Ордена Франциска I и кавалером Большого креста Ордена Святого Людовика за заслуги.
Он умер 24 сентября 1892 года в Париже, во Франции в возрасте 65 лет.

## Семья
10 апреля 1850 года Франческо Бурбон-Сицилийский женился на племяннице, эрцгерцогине Марии Изабелле Австрийской, принцессе Тосканской, дочери Леопольдо II, Великого герцога Тосканы от его второй жены, Марии Антуанетты Бурбон-Сицилийской. В этой семье родились шестеро детей:
- Мария Антуанетта Джузеппина Леопольдина Бурбон-Сицилийская (1851—1938), вышла замуж за принца Альфонсо Бурбон-Сицилийского, графа ди Казерта;
- Леопольдо Бурбон-Сицилийский (1853—1870);
- Мария Тереза Фердинанда Иммаколата Кончетта Себазия Лючиана Филомена Бурбон-Сицилийская (1855—1856);
- Мария Каролина Джузеппина Фердинанда Бурбон-Сицилийская (1856—1941), вышла замуж за графа Анджея Замойского;
- Фердинандо Мария Джузеппе Бурбон-Сицилийский (1857—1859);
- Мария Тереза Дженнара Аннунциата Бурбон-Сицилийская (1858—1873).

До возраста совершеннолетия дожили только две дочери.